# سارا لي (مغنية)
سارا لي (بالسويدية: Sara Li)‏ هي مغنية سويدية، ولدت في 30 مارس 1988.